# 73e corps d'armée
Le 73e corps d'armée (en allemand : LXXIII. Armeekorps) était un corps d'armée de l'armée de terre allemande: la Heer au sein de la Wehrmacht pendant la Seconde Guerre mondiale.

## Hiérarchie des unités
| Nom          | Nbre d'hommes       | Unités subalternes                | Grade de commandement                 |
| ------------ | ------------------- | --------------------------------- | ------------------------------------- |
| Heeresgruppe | + 300 000           | 2 à + Armeen (Armées)             | Generaloberst ou Generalfeldmarschall |
| Armee        | + 100 000 - 300 000 | 2 à + Armeekorps (Corps d'armées) | General ou Generaloberst              |
| Armeekorps   | + 30 000 - 80 000   | 2 à + Divisionen (Division)       | Generalleutnant ou General            |
| Division     | + 10 000 – 20 000   | 2 à 6 Brigaden (Brigade)          | Generalmajor ou Generalleutnant       |
| Brigade      | + 3 000 – 5 000     | jusqu'à 3 Regimentern (Régiment)  | Oberst ou Generalmajor                |

## Historique
Le 73e corps d'armée allemand est formé le 25 novembre 1944 en Italie à partir du Befehlshaber Venetianisches Küstenland (commandement côtier de Vénétie) pour effectuer des missions de sécurité sur la côte Adriatique.  
Il capitule en mai 1945 dans le secteur de Brescia.

## Organisations

### Commandants successifs
| Date                        | Grade                  | Commandant    |
| --------------------------- | ---------------------- | ------------- |
| 25 novembre 1944 - Mai 1945 | General der Infanterie | Anton Dostler |

### Chef des Generalstabes
| Date                            | Grade               | Commandant      |
| ------------------------------- | ------------------- | --------------- |
| 25 novembre 1944 - Janvier 1945 | Oberst i.G.         | Günther Gericke |
| 10 janvier 1945 - Mai 1945      | Oberstleutnant i.G. | Josef Weber     |

### 1. Generalstabsoffizier (Ia)
| Date                            | Grade      | Commandant       |
| ------------------------------- | ---------- | ---------------- |
| 25 novembre 1944 - Janvier 1945 | Major i.G. | Werner Dippel    |
| Janvier 1945 - Avril 1945       | Major i.G. | Günter Haensel   |
| 20 avril 1945 - Mai 1945        | Major i.G. | Hermann Hoffmann |

## Théâtres d'opérations
- Italie : Juillet 1944 - Mai 1945

### Rattachement d'Armées
| Date     | Armée     | Groupe d'Armées |
| -------- | --------- | --------------- |
| 1944     |           |                 |
| Décembre | 10. Armee | Heeresgruppe C  |
| 1945     |           |                 |
| Janvier  | 10. Armee | Heeresgruppe C  |

### Unités subordonnées

#### Unités organiques
- Korps-Nachrichten-Abteilung 473

#### Unités rattachées
26 décembre 1944
- 114. Jäger-Division

31 décembre 1944
- 114. Jäger-Division
- 16. SS-Panzergrenadier-Division "Reichsführer SS"
- 356. Infanterie-Division

19 février 1945
- 114. Jäger-Division

1er mars 1945
- Alarm-Einheiten

## Sources
- (de) LXXIIIe Armeekorps sur lexikon-der-wehrmacht.de